# Sint Ursulaklooster (Utrecht)
Het Sint Ursulaklooster of Abraham Doleklooster in Utrecht werd in 1412 opgericht door de vermogende Utrechtse koopman Abraham Dole. Naar hem is het aangrenzende Abraham Dolehof vernoemd en de naastgelegen Abraham Dolesteeg. Het klooster bevond zich aan de Abraham Dolehof.
Tegenwoordig zijn de meeste gebouwen van het klooster niet meer aanwezig. Alleen bestaan bovengronds de voormalige kapel en een kloosterschuur nog. De kapel is sinds 1745 in gebruik als Lutherse Kerk en is toegankelijk via Hamburgerstraat 9.

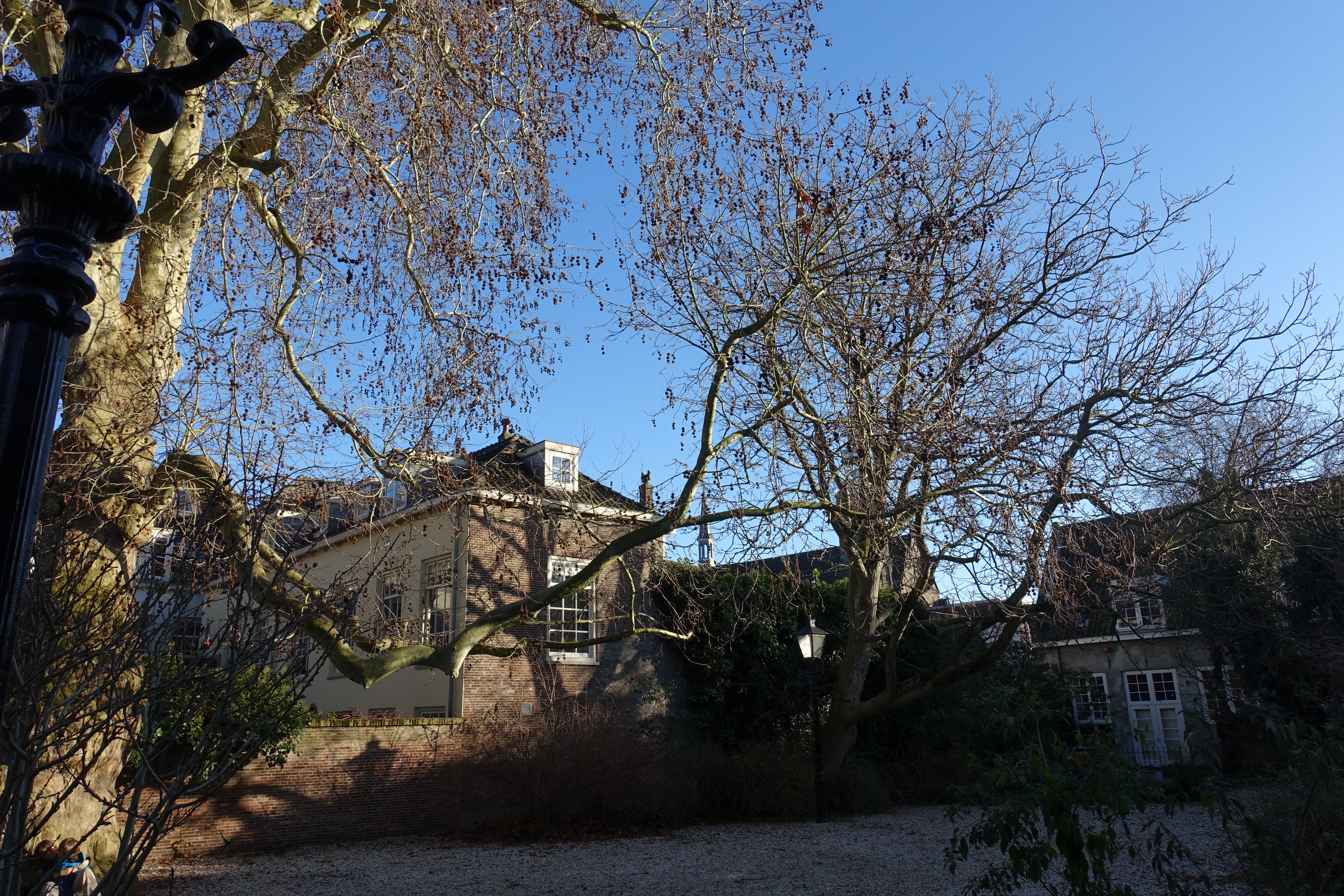

Agnietenklooster · Andreasklooster · Sint-Barbaraklooster · Begijnhof · Klooster Bethlehem · Brigittenklooster · Catharijneconvent · Ceciliaklooster · Cellebroedersklooster · Klooster Cenakel · Duitse Huis · Hieronymusconvent · Jeruzalemklooster · Karmelietenklooster · Kathedraalschool · Maria Magdalenaklooster · Mariëndaal · Minderbroederklooster · Nieuwlicht · Sint-Nicolaasklooster · Paulusabdij · Predikherenklooster · Regulierenklooster · Sint-Servaasabdij · Sint-Stevensabdij · Sint Ursulaklooster · Vredendaal · Wittevrouwenklooster